# MobileMe
MobileMe, dawniej .Mac i iTools, obecnie zastąpiony przez iCloud – zestaw usług online oraz oprogramowania firmy Apple. Uruchomiona 5 stycznia 2000 r. pod nazwą iTools, jako darmowy zestaw usług internetowych dla użytkowników Mac OS 9. 17 lipca 2002 zmieniono jej nazwę na .Mac, kiedy to stała się płatną usługą przeznaczona dla użytkowników systemu Mac OS X. Firma Apple ponownie zmieniła nazwę tej usługi na MobileMe podczas WWDC 2008, a dokładnie 9 lipca 2008 r., przeznaczając ją dla użytkowników Mac OS X, Microsoft Windows, iPhone oraz iPod touch.
MobileMe zostało oficjalnie zamknięte 30 czerwca 2012 roku i zastąpione nową wersją systemu – iCloud, która wyszła 6 czerwca 2011 roku.

## Cechy
iTools i .Mac początkowo zostały zaprojektowane, by świadczyć usługi internetowe dla właścicieli komputerów Mac. Wszyscy użytkownicy iTools oraz .Mac otrzymali specjalny adres e-mail @mac.com, który stanowił połączenie usług internetowych ze sprzętem firmy Apple. Jednak wraz z wypuszczeniem iPhone 3G w 2008 r., przemianowana usługa, MobileMe, zaczęła dostarczać usługi internetowe zarówno użytkownikom Mac OS X, iPhone OS jak i Microsoft Windows. Członkowie MobileMe otrzymywali adres e-mail @me.com i nie byli ograniczeni jedynie do oprogramowania Mac OS X takiego jak Mail i iCal, ale mieli dostęp do wykupionych usług z dowolnego komputera podłączonego do Internetu, wykorzystując wiele aplikacji przeznaczonych do tego celu, w tym również z programu Microsoft Outlook.

### Przestrzeń dyskowa
MobileMe oferowało dwa pakiety przestrzeni dyskowej. W pakiecie Indywidualnym do dyspozycji było 20 GB przestrzeni na dysku oraz 200 GB na transfer. W Pakiecie Rodzinnym 40 GB przestrzeni podzieloną na część 20 GB i cztery części po 5 GB na pocztę. Członkowie MobileMe mogli wykupić dodatkową przestrzeń dyskową 20 GB lub 40 GB.

### Poczta
Użytkownicy MobileMe otrzymywali adresy e-mail @me.com (użytkownicy usługi .Mac i iTools zachowali swoje adresy @mac.com, i mogli ich używać równocześnie z nowym adresem @me.com). Po odebraniu wiadomości zostawała ona wysłana do wszystkich urządzeń danego użytkownika obsługujących Push Mail, podobnie jak obecnie dzieje się to w darmowym iCloud; przykładowo iPhone, iPod touch, program Mail w systemie Mac OS X i Microsoft Outlook w systemie Microsoft Windows. Użytkownicy mogli również utworzyć alias do poczty elektronicznej tak aby poczta elektroniczna była przekierowana na konto MobileMe.

### Książka adresowa i Kalendarz
MobileMe utrzymywało synchronizację książki adresowej i kalendarza, wykorzystując funkcję Push. Jeśli użytkownik zrobił zmianę w książce adresowej lub kalendarzu na jednym urządzeniu, to informacja o tym zostawała wysłana na serwer MobileMe, a następnie zostanie przekazana do programów działających na telefonie iPhone, iPodzie touch, komputerach z systemem Mac OS X oraz Microsoft Windows.

### Galeria zdjęć
MobileMe umożliwia publikowanie zdjęć w Internecie. Zdjęcia mogą być przesłane na me.com, możliwa jest synchronizacja galerii z programem iPhoto lub Aperture w systemie Mac OS X, z telefonem iPhone lub iPodem Touch.

### iDisk
MobileMe umożliwiał korzystanie z iDisku, czyli przestrzeni dyskowej dostępnej przez przeglądarkę internetową na me.com, Finder w systemie Mac OS X, lub jako dysk sieciowy w systemie Microsoft Windows. Usługa ta umożliwiała również udostępnienie plików poprzez umieszczenie ich w publicznym folderze na iDisk wraz z zabezpieczeniem ich poprzez hasło dostępu przez właściciela pliku.

### iWeb i publikowanie stron www
Użytkownicy systemu Mac OS X Leopard mogli użyć programu iWeb z pakietu iLife08, by publikować strony internetowe na ich koncie MobileMe, albo wykorzystać domenę, którą kontroluje użytkownik na serwerze me.com. Pozostali użytkownicy mogą również umieszczać strony internetowe, umieszczając pliki w folderze Web/Sites. Jednak serwer www, na którym znajduje się ta usługa nie obsługuje żadnych języków programowania takich jak PHP.

### Aplikacje internetowe
MobileMe używało Ajax i Dynamic HTML do symulacji wyglądu i odczucia pracy przez przeglądarkę internetową tak jak podczas pracy z klasycznym pulpitem. Aplikacje na me.com zawierały pocztę, kontakty, kalendarz, galerię oraz dostęp do iDysku. Użytkownicy mogli również skonfigurować cechy takie jak aliasy do poczty elektronicznej lub nazw domenowych dla stron publikowanych przez program iWeb. Przeglądarki, jakie wspierał me.com, to: Safari lub późniejsza (Mac OS X lub Windows), Firefox 2 lub późniejsza (Mac OS X lub Windows), Internet Explorer 7 (Windows) nie był w pełni wspierany. Wczesne wersje Safari 4 nie były w pełni kompatybilne i uniemożliwiały użytkownikowi klikanie na elementach stworzonych w technologii Ajax, ale najnowsza aktualizacja tego programu rozwiązywała ten problem. MobileMe była również niedostępna na Mozilli Firefox w systemie Linux, chociaż odniesiono sukces, używając Mozilla Firefox 3. Przeglądarka Konqueror w systemie Linux wydawała się wspierać MobileMe, jednakże nie zostało to oficjalnie potwierdzone przez Apple.

### iChat/AIM
Użytkownicy MobileMe mogli łączyć się z usługą AIM z ich konta @mac.com lub @me.com. Połączenia MobileMe są zabezpieczone szyfrowaniem SSL. Dodatkowo użytkownicy iChat używający MobileMe mogli szyfrować swoje rozmowy z innymi użytkownikami MobileMe używającymi programu iChat.

## Integracja z systemem Mac OS X
Mobile Me wraz z wcześniejszymi usługami .Mac i iTools była mocno zintegrowana z systemem Mac OS X. Posiadanie konta MobileMe znacznie poszerzało funkcje wielu programów, które znajdują się w pakiecie iLife. Dowolny iDisk mógł być zamontowany jako osobny dysk na biurku w systemie Mac OS X. Ponadto istniała możliwość zamontowania publicznej części innego iDisk. Ten mechanizm był jednym z wcześniejszych sposobów, aby otrzymać darmowe oprogramowanie jako część usługi .Mac. Można również było ustawić pliki w kolejce do załadowania na iDisk, pracując w trybie offline, aktualizacja iDisku następuje dopiero w momencie połączenia z Internetem i zamontowania IDisku. IDisk umieszczony jest w menu „Idź” w Finder ze (Mac OS X). Dodatkowo, dowolne wpisy do książki adresowej, zdarzenia w kalendarzu, notatki, zakładki z Safari, konta pocztowe, reguły poczty, inteligentne skrzynki pocztowe, mogły być zsynchronizowane z iDiskiem, umożliwiając łatwą synchronizację danych pomiędzy różnymi komputerami. iWeb umożliwiał tworzenie stron internetowych które mogą być aktualizowane i publikowane na iDisku. Photo jednym kliknięciem daje możliwość publikacji albumów ze zdjęciami. Program iCal mógł posłużyć do przeniesienia danych z książki adresowej do Internetu. Podobnie jak w usłudze .Mac również na iDisku można było zrobić kopie zapasowe danych z naszego komputera lub mogłyby zostać uaktualnione projekty tworzone w programach iPhoto, iMovie, GarageBand i biblioteki iTunes (zgodnie z warunkami licencji).

## Historia

### iTools
Oryginalny zbiór oprogramowania i usług internetowych aktualnie znanych jako iCloud był na początku nazywany iTools. Został zaprezentowany po raz pierwszy na Macworld Expo w San Francisco 5 stycznia 2000 r. i był udostępniany za darmo dla użytkowników systemu Mac OS 9. Usługi, jakie oferował iTools, to konto poczty elektronicznej @mac.com z dostępem przez stronę internetową lub poprzez programy pocztowe takie jak np.: Outlook Express; iCards usługa tworzenia i przesyłania elektronicznych kartek; HomePage, czyli darmowa publikacja stron internetowych; pierwsza wersja iDisk; dostęp online do przestrzeni dyskowej; KidSafe katalog na rodzinne strony www. Początkowo iTools były preinstalowane użytkownikom komputerów Mac wraz z ograniczonym wsparciem technicznym za pośrednictwem Internetu. Jednak pewne usługi iTools były dostępne poprzez inne platformy, przykładowo modyfikacja strony HomePage przez Internet Explorer na komputerach PC z systemem Microsoft Windows. Ponieważ iDisk wykorzystywał technologie WebDAV, a poczta elektroniczna IMAP, usługi mogły być dostępne poprzez inne platformy, chociaż Mac nadal był potrzebny do założenia konta.

### .Mac
Ze względu na wzrastające koszty, szczególnie w przypadku utrzymywania przestrzeni dyskowej iDisk, zwiększone wymagania dla kont pocztowych @mac.com, oraz wzrastającej potrzeby pomocy technicznej, iTools zmienił nazwę na .Mac na Macworld Expo 17 lipca 2002 r., jako płatny zestaw usług internetowych wraz ze wsparciem technicznym. Nowy .Mac zaoferował swoim użytkownikom kilka narzędzi: poprawioną wersję HomePage, zwiększono możliwości prowadzenia własnej strony www; usprawniono dostęp do przestrzeni dyskowej iDisk; konta pocztowe @mac.com obsługiwały zarówno protokół POP jak i IMAP; iCards obsługę online elektronicznych kartek. Nowością jaką oferował .Mac było tworzenie kopii zapasowych, które pozwalało użytkownikom na archiwizację plików na iDisku, dysku CD lub DVD; McAfee Virex, skaner antywirusowy przygotowany dla użytkowników .Mac do 15 czerwca 2005 r.
Firma Apple zawiadomiła, że 17 września 2002 liczba użytkowników .Mac wzrosła o ponad 100 000 w porównaniu z rokiem ubiegłym. Istniejące konta iTools zostały przeniesione do usługi .Mac podczas darmowego okresu próbnego, który kończył się 30 września 2002 r. Ten ruch spowodował mieszane reakcje wśród użytkowników komputerów Mac, ponieważ niektórzy stwierdzili, że firma Apple narzuciła zbyt dużą cenę.
Stopniowo .Mac otrzymywał nowe funkcje. W październiku 2006 r., Apple dokonał aktualizacji usług pocztowych ścisłe związanych z programem Mail w systemie Mac OS X. Nowa funkcja była oparta na technologii AJAX oraz była związana z dobrze znaną techniką przeciągnij i upuść, potrójnym widokiem oraz możliwością zmiany wielkości wyświetlanych paneli.
Na specjalnym spotkaniu 7 sierpnia 2007 r, Steve Jobs zaprezentował nowe funkcje dla .Mac, które zawierały nowe możliwości galerii internetowej Gallery Web, podobne do połączonego YouTube i Flickr. Każde konto .Mac otrzymało 10 GB przestrzeni dyskowej, która mogłaby być podzielona pomiędzy pocztę elektroniczną dla dowolnego adresu @mac.com i przestrzeń przeznaczoną na iDysk. Preferencje konta pozwalały użytkownikowi decydować jak dużą część przestrzeni dyskowej przydzielić do konkretnej usługi. Użytkownicy, którzy potrzebowali większej przestrzeni dyskowej mogli za dopłatą powiększyć ją do 30 GB. Przestrzeń dyskowa zarówno dla poczty elektronicznej jak i iDysku mogła być używana zgodnie z potrzebami użytkownika, zgodnie z warunkami licencji konta .Mac.
.Mac był oferowany również w wersji pudełkowej, dostępnej w sklepach oraz online (jako konkretny produkt). Wersja pudełkowa zawierała kod aktywacyjny umożliwiający zarejestrowanie i korzystanie z usług .Mac lub odnowienie prawa do korzystania z tego serwisu.

### MobileMe
Na początku czerwca 2008 r. spekulowano o nowej usłudze, która miała zastąpić usługę .Mac. 9 czerwca na WWDC Apple ogłosił, że .Mac będzie zastąpiony przez usługę MobileMe. Inicjacja MobileMe miała miejsce 9 lipca 2008 roku, kiedy mac.com przestało dostarczać usług od godziny 20 do 12 (czasu pacyficznego), a usługa MobileMe została uruchomiona między 20 a 2 (czasu pacyficznego). Wkrótce potem MobileMe przestał prawidłowo działać, klienci byli przekierowywani na stronę, gdzie nie było opcji logowania. Oficjalnie MobileMe został uruchomiony 11 lipca 2008 r.
Przy zmianie usługi na MobileMe kilka funkcji serwisu .Mac zostało usuniętych. Zaprzestano wsparcia dla systemu Mac OS X v.10.3 „Panther”, podobnie jak iCards, czy dostępu do zakładek.
Wraz z uruchomieniem MobileMe pojawiło się wiele problemów. Wielu użytkowników miało problem z dostępem do poczty elektronicznej w nowej usłudze MobileMe. Podejrzewano, że było to związane z przejściem z Mac na MobileMe. Podczas darmowego okresu próbnego MobileMe karty kredytowe kilku australijskich i europejskich klientów zostały obciążone należnościami, a po tym fakcie Apple była zmuszona do oddania pieniędzy i przedłużenia okresu próbnego do 4 miesięcy. Z powodu problemów z przejściem z kont .Mac Apple utworzył nową stronę i usprawnił jej działanie wsparcia technicznego. Pierwotne wersje panelu kontrolnego MobileMe dla systemu Windows umożliwiały synchronizację kont Outlooka z MobileMe. W połowie 2008 r. unowocześnienie panelu spowodowało usunięcie możliwości synchronizacji Outlooka z MobileMe w sytuacji, gdy Outlook korzysta z Microsoft Exchange Server. Według Apple był to krok zamierzony, a nie błąd, który miałby zostać naprawiony. Nie ma również wsparcia dla autonomicznych zadań i notatek Outlooka z MobileMe. W mailu wysłanym do pracowników Apple z 4 sierpnia 2008 r. Steve Jobs przyznał, że MobileMe został uruchomiony zbyt pośpiesznie i niezgodnie ze standardami Apple. Napisał również, że błędem było wypuszczenie na rynek MobileMe podobnie jak miało to miejsce z iPhone i iPhone 3G. Jako że MobileMe było powodem wielu problemów, podjęto decyzję o zamknięciu usługi.

### iCloud
MobileMe zostało zastąpione nową, darmową usługą iCloud w czerwcu 2011 roku.